# Filip Ingebrigtsen
Filip Ingebrigtsen (* 20. April 1993 in Sandnes) ist ein norwegischer 1500-Meter-Läufer.
Filip ist der ältere Bruder von Jakob und der jüngere Bruder von Henrik Ingebrigtsen. Zusammen mit seinen beiden Brüdern wurde er bis 2022 von seinem Vater Gjert Ingebrigtsen trainiert. Seine bisher größten Erfolge auf der internationalen Wettkampfbühne waren der Europameistertitel bei den Europameisterschaften 2016 in Amsterdam in 3:46,65 min und die Bronzemedaille (3:34,53 min) bei den Weltmeisterschaften 2017 in London.
Bei den Europameisterschaften 2018 in Berlin konnte er im Vorlauf über 1500 Meter nach einem Sturz einen Rückstand von 60 Metern aufholen und noch den dritten Platz belegen. Mit einer durch den Sturz gebrochenen Rippe belegte er im Finale beim Sieg seines Bruders Jakob Rang 12. Vier Monate später gewann er bei den Crosslauf-Europameisterschaften im niederländischen Tilburg den Titel im Männerrennen.
2020 lief Ingebrigtsen bei den wegen der Covid-19-Pandemie als Impossible Games ausgetragenen Bislett Games die 2000 Meter in 4:56,91 Minuten und stellte über 1000 Meter einen neuen Landesrekord von 2:16,46 Minuten auf.

## Persönliche Bestleistungen
(Stand: 11. Juni 2020)
- 800 m: 1:47,79 min, 23. Juni 2016, Oslo
  - Halle: 1:49,56 min, 11. Februar 2020, Stockholm
- 1000 m: 2:16,46 min, 11. Juni 2020, Oslo (norwegischer Rekord)
- 1500 m: 3:30,01 min, 20. Juli 2018, Monaco
  - Halle: 3:36,32 min, 4. Februar 2020, Düsseldorf
- 1 Meile: 3:49,60 min, 21. Juli 2019, London
  - Halle: 3:56,99 min, 8. Februar 2020, New York City (norwegischer Rekord)
- 2000 m: 4:56,91 min, 11. Juni 2020, Oslo
- 3000 m: 7:49,70 min, 31. August 2016, Kristiansand
  - Halle: 7:49,73 min, 10. Februar 2019, Bærum
- 5000 m: 13:11,75 min, 6. Juni 2019, Rom
- 10 km: 28:40 min, 19. Oktober 2019, Hole